# Nattaphon Krobyoo
Nattaphon Krobyoo (tiếng Thái: ณัฐพล ครบอยู่, sinh ngày 27 tháng 9 năm 1989) là một cầu thủ bóng đá từ Sisaket, Thái Lan. Hiện tại anh thi đấu cho Khon Kaen ở Thai League 2.